# Atwari
Atwari è un sottodistretto (upazila) del Bangladesh situato nel distretto di Panchagarh, divisione di Rangpur. Si estende su una superficie di 209,92 km² e conta una popolazione di 133.650  abitanti (censimento 2011).